# 7725 Selʹvinskij
7725 Selʹvinskij (1972 RX1) là một tiểu hành tinh vành đai chính được phát hiện ngày 11 tháng 9 năm 1972 bởi N. S. Chernykh ở Nauchnyj.